# Harriet Jacobs
Harriet Jacobs (Edenton (North Carolina), 1813 – Washington, 7 maart 1897) was een Afro-Amerikaanse abolitioniste en schrijfster wiens autobiografie, In slavernij (Incidents in the Life of a Slave Girl), gepubliceerd in 1861 onder het pseudoniem Linda Brent, nu wordt beschouwd als een "Amerikaanse klassieker".

## Leven

### Jonge jaren en slavernij
Geboren als slavin in Edenton (North Carolina), werd ze seksueel geïntimideerd door haar meester. In de hoop op bescherming tegen de intimidatie, begon Jacobs een relatie met Samuel Sawyer, een advocaat en lid van de blanke elite van North Carolina. Sawyer, die later in het Huis van Afgevaardigden werd gekozen, werd de vader van Jacobs' enige kinderen, Joseph en Louisa Matilda.
Toen haar meester dreigde haar kinderen te verkopen als ze niet aan zijn verlangen zou toegeven, verstopte ze zich in een kleine kruipruimte onder het dak van het huis van haar grootmoeder, zo laag dat ze er niet in kon staan. Haar meester, die volgens de wet ook de eigenaar van haar kinderen was, reageerde door de kinderen en haar broer John te verkopen aan een slavenhandelaar. Hij eiste dat ze naar een andere staat zouden worden verkocht, in de verwachting dat hij hun daardoor voor altijd van hun moeder en zus zou scheiden. Maar Sawyer had al in het geheim overeenstemming bereikt met de handelaar en kon zijn eigen kinderen en hun oom John kopen.

### Vrijheid en werk
Nadat ze zeven jaar in de kruipruimte had verbleven, wist ze uiteindelijk te ontsnappen naar het vrije noorden, waar ze werd herenigd met haar kinderen en haar broer.
Hoewel ze geen referenties had, accepteerde Mary Stace Willis, de vrouw van de toen extreem populaire auteur Nathaniel Parker Willis, Jacobs in dienst te nemen als kinderjuffrouw voor haar dochtertje Imogen. De twee vrouwen kwamen een proeftijd van een week overeen, niet vermoedend dat de relatie tussen de twee families zou voortduren tot de volgende generatie, tot de dood van Louisa Matilda Jacobs in het huis van Edith Willis Grinnell, de dochter van Nathaniel Willis en zijn tweede vrouw, in 1917. In het Noorden kwam Jacobs in contact met abolitionistische en feministische hervormers. Zelfs in New York was haar vrijheid in gevaar totdat haar werkgeefster haar wettige eigenaar kon afbetalen.
Tijdens en onmiddellijk na de Amerikaanse Burgeroorlog ging ze samen met haar dochter naar de door de Unie bezette delen van het Zuiden, waar ze hulp organiseerde en twee scholen oprichtte voor voortvluchtige en vrijgelaten slaven.

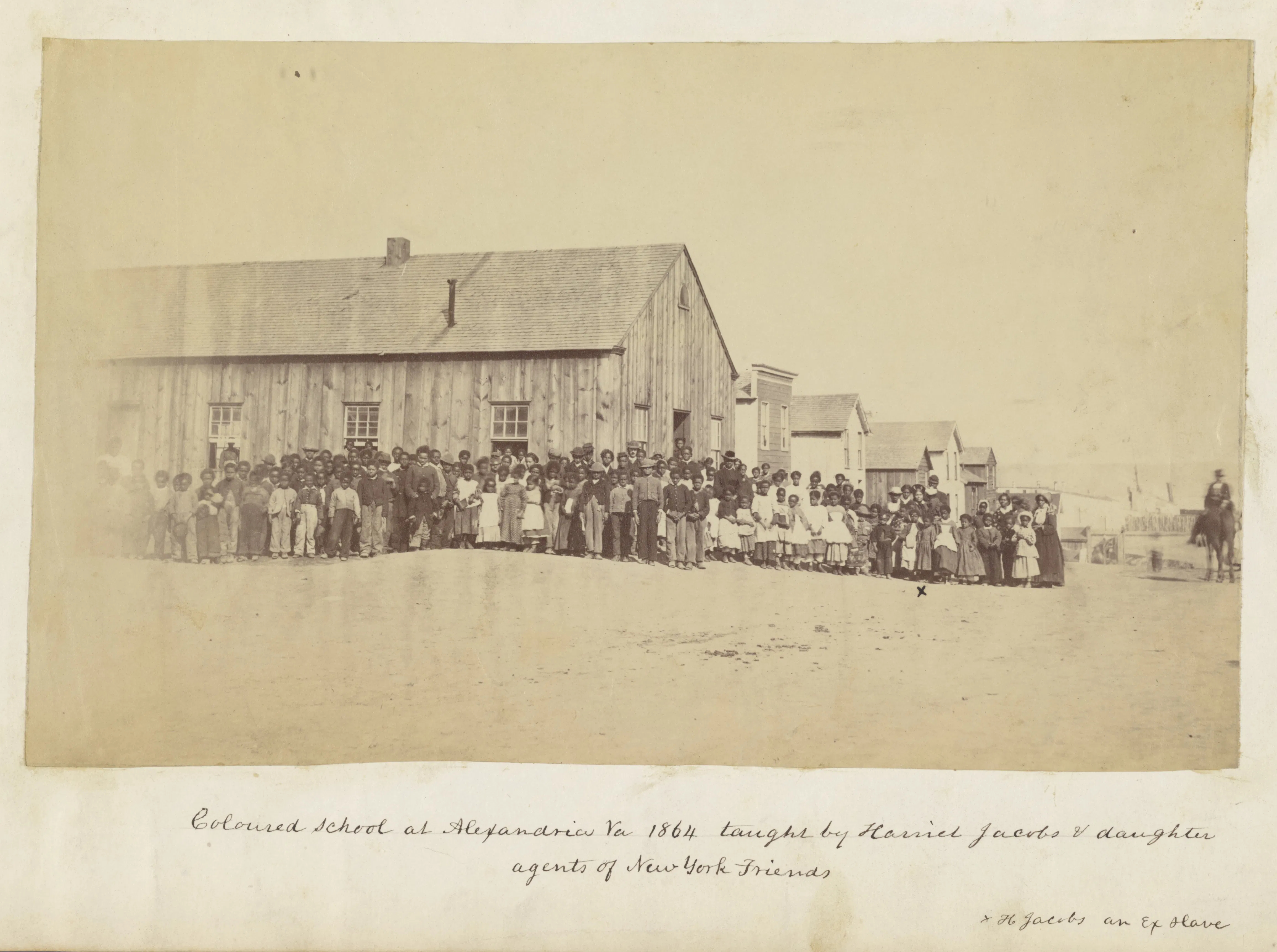
Harriet en Louisa Matilda Jacobs en hun studenten voor de Jacobs School, Alexandria, Virginia, 1864

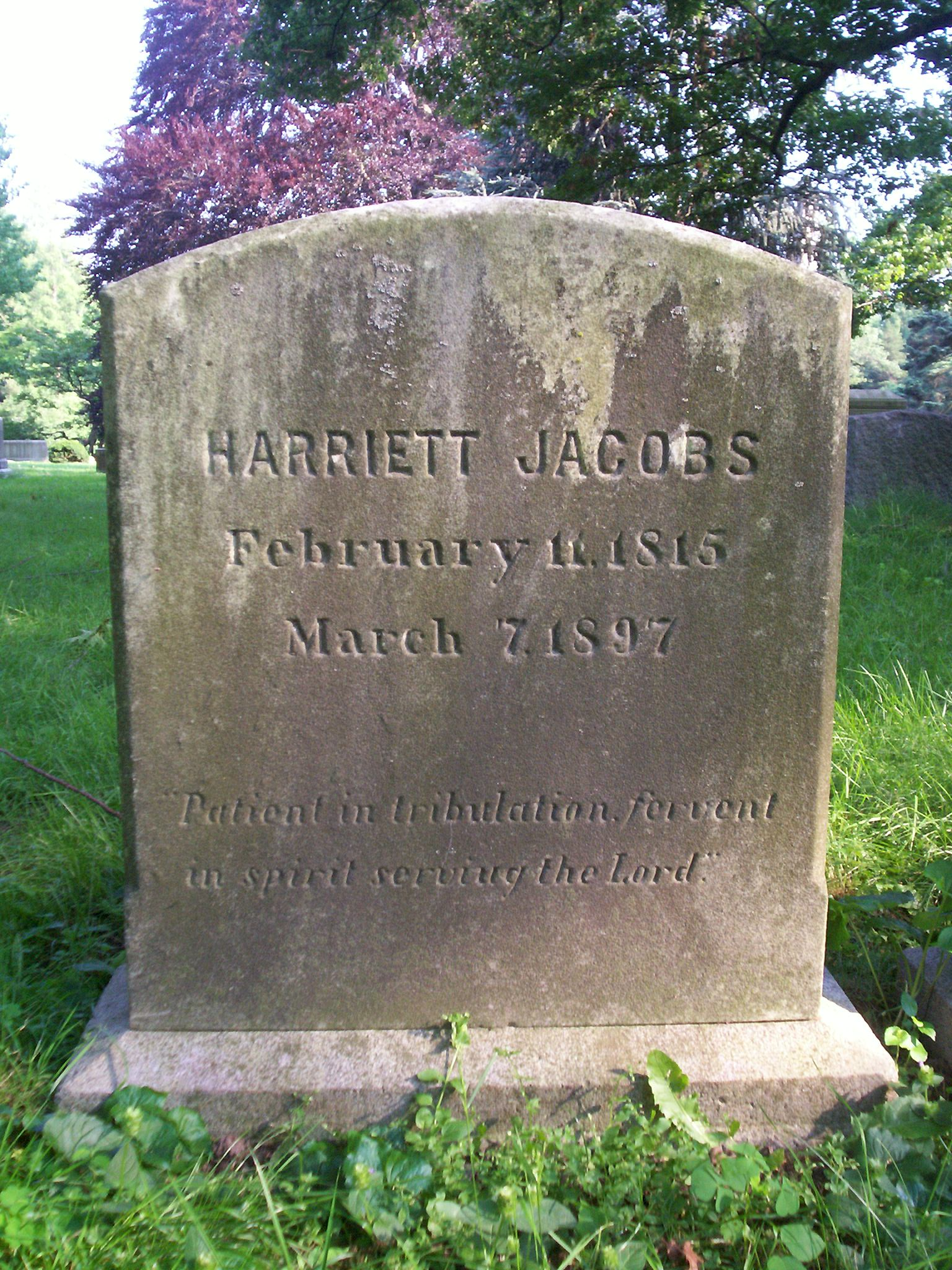
Graf van Harriet Jacobs

### Uitgaven van haar werk
- Brent, Linda (1984). In slavernij: uit het Amerikaans vertaald: met een inleiding. Feministische Uitgeverij Sara, Amsterdam. ISBN 9789063280918.
- (en) Jacobs, Harriet (1861). Incidents in the Life of a Slave Girl. Written by Herself, Boston. Gearchiveerd op 29 juni 2023..
- (en) Jacobs, Harriet A. (2000). Incidents in the Life of a Slave Girl: Written by Herself. Enlarged Edition. Edited and with an Introduction by Jean Fagan Yellin. Now with "A True Tale of Slavery" by John S. Jacobs. Harvard University Press, Cambridge. ISBN 978-0-6740-0271-5..

### Werken van haar broer en haar dochter
- (en) Jacobs, John S. (1861). A True Tale of Slavery, London. Gearchiveerd op 9 april 2023..
- (en) Whispers of Cruel Wrongs: The Correspondence of Louisa Jacobs and Her Circle, 1879–1911..
- (en) The Harriet Jacobs Family Papers. The University of North Carolina Press (2008). ISBN 978-0-8078-3131-1..

### Onderzoek
- (en) Harriet Jacobs and Incidents in the Life of a Slave Girl: New Critical Essays. Cambridge University Press, Cambridge, New York (1996). ISBN 0-521-49779-5..
- (en) Yellin, Jean Fagan (2004). Harriet Jacobs: A Life. Basic Civitas Books, New York. ISBN 0-465-09288-8..